# Igor Torkar
Igor Torkar a fost pseudonimul lui Boris Fakin (n. 13 octombrie 1913, Kostanjevica na Krasu, Miren-Kostanjevica, Slovenia – d. 1 ianuarie 2004, Vič District⁠(d), Comuna urbană Ljubljana, Slovenia) este un scriitor, dramaturg și poet sloven, cel mai bine cunoscut pentru descrierile sale literare despre represiunea comunistă din Iugoslavia de după Al Doilea Război Mondial.

## Biografie
Torkar s-a născut într-o familie de sloveni în satul Kostanjevica na Krasu, pe atunci parte a comitatului austro-ungar Gorizia și Gradisca, acum în Slovenia. A urmat cursurile Liceului Poljane din Ljubljana. Printre profesorii săi s-au aflat istoricul literar France Koblar, scriitorul Juš Kozak⁠(d) și pictorul Božidar Jakac⁠(d).
În 1932, s-a înscris la Universitatea din Ljubljana, unde a studiat dreptul timp de un an. Apoi a studiat chimia și a absolvit ca inginer chimist în 1942. A fost membru al mai multor grupuri studențești de stânga care au susținut autonomia Sloveniei în Regatul Iugoslaviei și democratizarea țării. Printre altele, a condus o asociație studențească care a susținut cu succes construirea unei noi clădiri a bibliotecii universitare în Ljubljana.
În acest timp, a publicat primele sale povestiri scurte și eseuri sub pseudonimul Igor Torkar în revista literară Sodobnost. A mai scris satire politice în revista satirică Pavliha, dintre care unele au fost cenzurate de autoritățile din Drava Banovina.
După invazia Iugoslaviei de către Puterile Axei, în aprilie 1941, a devenit activist al Frontului de Eliberare a Poporului Sloven. Nu s-a alăturat niciodată rezistenței partizane, ci a organizat adunarea de provizii pentru unitățile de luptă ale rezistenței comuniste. În 1942, a fost arestat de autoritățile italiene de ocupație, dar a fost eliberat după două luni de închisoare. În 1943, a fost arestat de forțele de ocupație germane naziste și trimis în lagărul de concentrare Dachau, unde a rămas până la sfârșitul celui de-Al Doilea Război Mondial.
După război, Torkar s-a întors în Iugoslavia, unde a lucrat ca director tehnic într-un complex al industriei chimice din Slovenia. În aprilie 1948, a fost arestat de autoritățile comuniste iugoslave sub acuzația falsă de activitate pro-nazistă în timpul celui de-Al Doilea Război Mondial. El a fost judecat în cadrul proceselor înscenate Dachau împreună cu alți 33 de supraviețuitori ai lagărelor de concentrare Dachau și Buchenwald care au fost acuzați de colaborare cu Gestapoul german deoarece, conform procurorului, doar colaborarea ar putea explica supraviețuirea acestora. În 1949, a fost condamnat la șase ani de închisoare pe insula Goli Otok, pedeapsă care a fost majorată la 12 ani după apel. Torkar a petrecut patru ani în închisoare, inclusiv doi ani la izolare. A fost eliberat în 1952 și i s-a interzis să publice încă doi ani.
După doi ani de șomaj, Torkar a lucrat ca lector la Academia de Arte Frumoase din Ljubljana. În 1976, a ajuns la funcția de profesor de tehnologie grafică.
În 1971, Înalta Curte a Republicii Socialiste Slovene a anulat sentința din 1949, iar Torkar a fost achitat de toate acuzațiile.
Începând cu anii 1990, Torkar a devenit un comentator critic și un observator al democratizării Sloveniei, cu rubrici regulate în  ziarele Delo și Dnevnik⁠(d).
În octombrie 2003, cu ocazia împlinirii a 90 de ani a autorului, Televiziunea Națională Slovenă⁠(d) a difuzat un documentar cu titlul Umiranje na obroke (Murind în rate), dedicat vieții lui Torkar. A decedat la 1 ianuarie 2004, la Ljubljana.

## Lucrări scrise
Opera literară principală a lui Torkar constă în mare parte din poezii satirice, aforisme și epigrame, care se caracterizează printr-o atitudine satiric-parodică și ironic-critică față de realitate și evenimentele actuale din cultură și politică. A publicat primul său volum de poezie, Cronos nebun (Blazni Kronos) în 1940, iar ultima sa colecție de poezii, Cântece de singurătate (Pesmi osekle samosti), a fost scrisă în ultimii ani ai vieții și publicată în 2003. 
A scris peste 10 culegeri de poezie, peste 20 de piese de teatru care au fost jucate pe scene de teatru reînnoite din Slovenia și, de asemenea, în fosta Iugoslavie, precum și numeroase scenarii TV și de radio și romane. 
Printre lucrările sale cele mai proeminente se numără și colecția de poezie Sonete din închisoare (Jetniški soneti, 1974), piesele de teatru Mingea colorată (Pisana žoga, 1955) și Tinerețea de aur (Zlata mladina, 1970) și romanul Zece frați (Deseti bratje, 1979) . 
Cea mai cunoscută lucrare a sa, în care a dezvăluit public tema tabu a proceselor Dachau sub regimul comunist din fosta Iugoslavie, este romanul Umiranje na obroke (Murind în rate), publicat în 1984. Lucrarea a fost recunoscută ca un act politic foarte curajos și a declanșat un răspuns public extraordinar și conștientizarea represiunii comuniste. Într-un roman profund emoționant întâlnim materiale de memorii, documente și ficțiune literară. Au fost publicate peste 30.000 de exemplare; romanul a fost tradus în sârbo-croată (Umiranje na rate, publicat la Globus, Zagreb, 1984) și germană (Sterben auf Raten, publicat la Drava, Klagenfurt, 1991).
În toate textele sale, Torkar a exprimat o viziune umanistă exterioară asupra lumii. Împreună cu prietenul său de o viață, poetul Matej Bor⁠(d), Torkar a fost cel mai important reprezentant al tendinței neo-umaniste din literatura slovenă.